# Winterbedekking

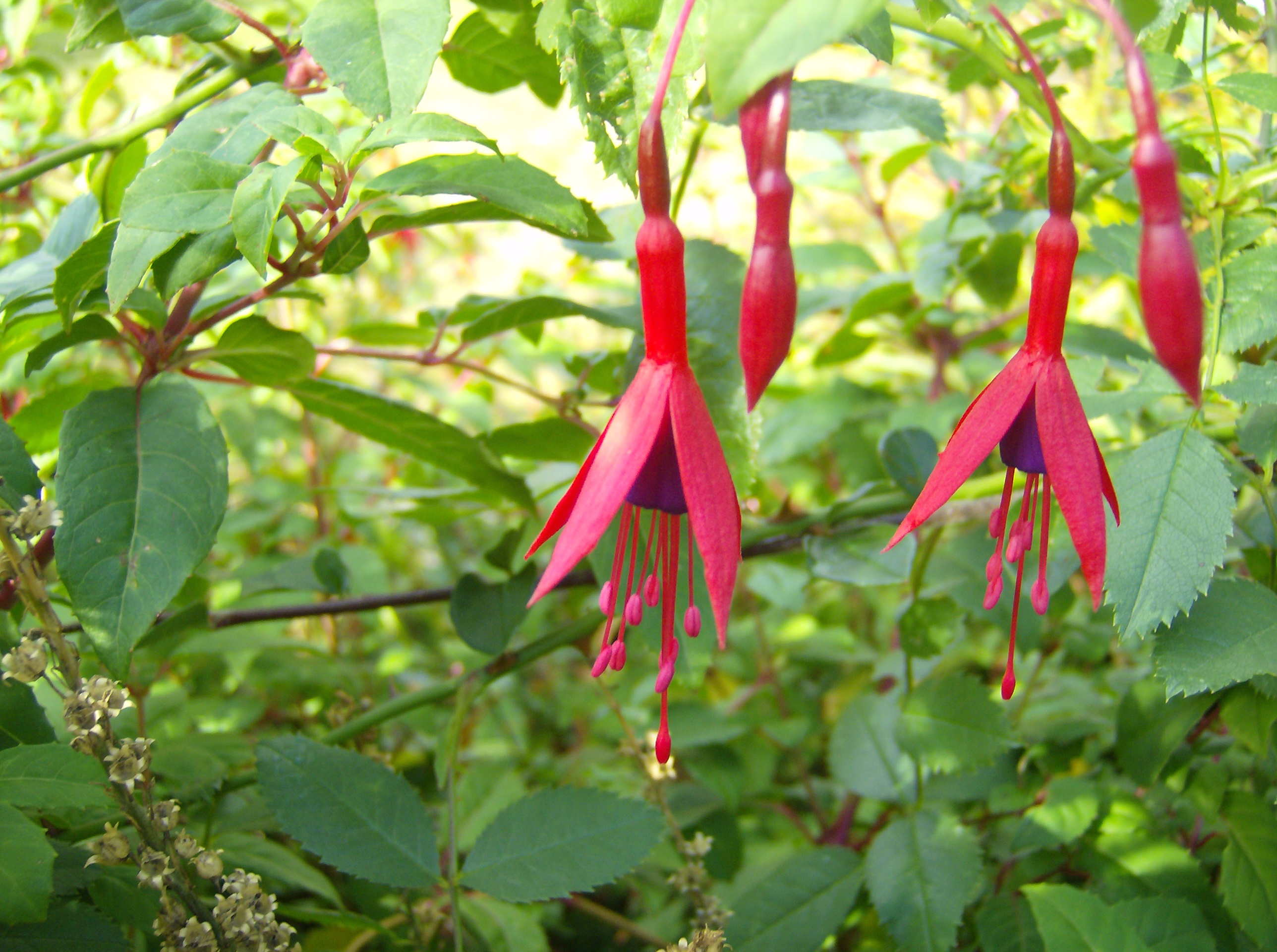
De fuchsia is een voorbeeld van een plant die winterbedekking nodig heeft

Vorstgevoelige vaste planten hebben een winterbedekking nodig. Deze bedekking hebben ze al van nature in huis: hun eigen afgestorven stengels en bladeren. Afvallende herfstbladeren van struiken en bomen zorgen voor nog een extra deken. Tegen het doodvriezen kunnen de planten met blad, mos, riet of dennentakken worden bedekt.
Planten die een winterdek nodig hebben:
- Incalelie
- Cortaderia
- Crocosmia
- Eremurus
- fuchsia
- Gunnera
- Incarvillea
- Kniphofia
- Lavatera
- Penstemon
- Thalictrum
- Yucca

De planten mogen echter in geen geval met turfmolm worden bedekt. Onder deze bedekking gaan de voetbladeren van planten rotten en een te dikke laag kan de planten verstikken.
Het kwetstbaarst voor vrieskou zijn groenblijvende vaste planten. Als het in de winter niet alleen 's nachts, maar ook overdag vriest, kunnen ze uitdrogen en sterven. Als de zon schijnt, hebben deze immers behoefte aan water uit de (bevroren) grond om het verdampende vocht uit het blad aan te vullen. Om zo veel mogelijk de zon en de uitdrogende wind te weren, wordt daarom een luchtig dek van dennentakken of riet op deze planten gelegd.